# Chapiteau de l'histoire de Job de la basilique de la Daurade
Le Chapiteau de l’histoire de Job, actuellement conservé au musée des Augustins de Toulouse, est un chapiteau à colonnes jumelles daté de la fin du XIIe siècle, provenant de la basilique de la Daurade.

## Contexte
Durant le XIIe siècle, trois ateliers de sculpteurs semblent s'être succédé dans le cloître bénédictin de la Daurade. Les deux premiers ayant travaillé respectivement de 1100 à 1110 et de 1120 à 1130, ont produit les chapiteaux des galeries du cloître. Le troisième atelier, reste encore très méconnu. Il fut chargé d'achever le monastère dans la seconde moitié du XIIe siècle. Il semblerait donc qu'il ait travaillé dans les bâtiments accolés au cloître, comme dans la salle capitulaire ou une chapelle. Ce dernier atelier marque l'apogée d'une époque d'épanouissement de la sculpture toulousaine. Après quoi Toulouse perdra son statut de capitale de l'art roman européen, son développement artistique étant stoppé par la croisade des Albigeois[réf. nécessaire].
La collection du musée des Augustins a été constituée à la suite du démantèlement des cloîtres à la Révolution. C'est Alexandre Du Mège qui, au début du XIXe siècle rassembla ces sculptures, devenant par la même occasion conservateur du musée.

## Description
(juin 2013).
Le chapiteau de colonnes jumelles de l'histoire de Job appartient au troisième atelier de la Daurade, il est datable du dernier quart du XIIe siècle, entre 1180 et 1196. La facture de ce chapiteau appartient au roman tardif, beaucoup plus ornemental et baroquisant que les précédents ateliers de la Daurade. Il annonce ainsi la fin du roman.
Tout comme le chapiteau de la chasse à l'ours, dont il est proche stylistiquement, ses dimensions sont beaucoup plus réduites que celles des autres chapiteaux du cloître, ce qui laisse supposer que ces deux chapiteaux n'appartenaient pas aux galeries mais plutôt à l'une des chapelles. Cependant aucun élément ne permet de déterminer leur emplacement avec exactitude.

## Composition

### Épannelage
L'épannelage de la corbeille du chapiteau de l'histoire de Job, presque parallélépipédique, passe du plan rectangulaire de sa surface supérieure aux deux cercles de l'astragale par des sortes de quart de rond.

### Tailloir
Le tailloir n’est pas sculpté dans le même bloc que la corbeille contrairement à d’autres chapiteaux du cloître. Il est composé, dans sa partie supérieure, d’un bandeau plat surmontant un filet. Dans sa partie biseautée, il est orné d’une frise à rinceaux qui alterne médaillons elliptiques abritant des fleurs de lys, aux pétales débordants de son cadre, et médaillons carrés habités par des animaux chimériques. On retrouve ce motif de fleur de lys dans une frise du portail de la salle capitulaire de la Daurade antérieur à notre chapiteau. Peut-être l’artiste de l’histoire de Job a-t-il voulu créer une continuité dans le décor mais le fait que l’on ignore la localisation exacte du chapiteau nous empêche d’avoir une vision globale. On remarquera par ailleurs que ce sculpteur a pris quelque liberté par rapport au motif original en superposant tour à tour un pétale au cadre du médaillon et inversement.

### Corbeille
La corbeille hérite du chapiteau corinthien antique des petites volutes à ses quatre angles ainsi que de la rangée de feuillage qui orne sa partie basse, juste au-dessus de l’astragale. Le feuillage stylisé, dérivé des feuilles d'acanthe, se recourbe vers l’extérieur et semble s’ouvrir au registre supérieur. Le motif dessiné par ces tiges filetées forme une série de courbes qui se chevauchent deux à deux.

## Analyse
Les scènes figurées de l’histoire de Job, taillées en bas-relief, ne s’adaptent pas à la structure de la corbeille mais sont inscrites dans des médaillons, à l’exception de la dernière face où la scène de dénouement occupe tout le registre supérieur. Ces médaillons, formés par des tiges courbées, encadrent et isolent différentes scènes de la vie de Job entraînant une certaine rupture dans la continuité plastique et iconographique. La relation entre les scènes se comprend cependant par la représentation formelle du lien sous forme de rinceaux qui s’entremêlent et assurent cette transition entre les différents médaillons. En effet, du cadre des médaillons, défini par une tige plate filetée et chevronnée, émerge des rinceaux perlés et feuillus qui couvrent le reste de la corbeille. Cependant, la cohérence est mise en péril car les six scènes qui composent l’histoire de Job ne sont par présentées, dans leur disposition sur les différentes faces du chapiteau, selon un ordre parfaitement logique si l’on se réfère au texte biblique.

### Face 1:La mort des fils de Job

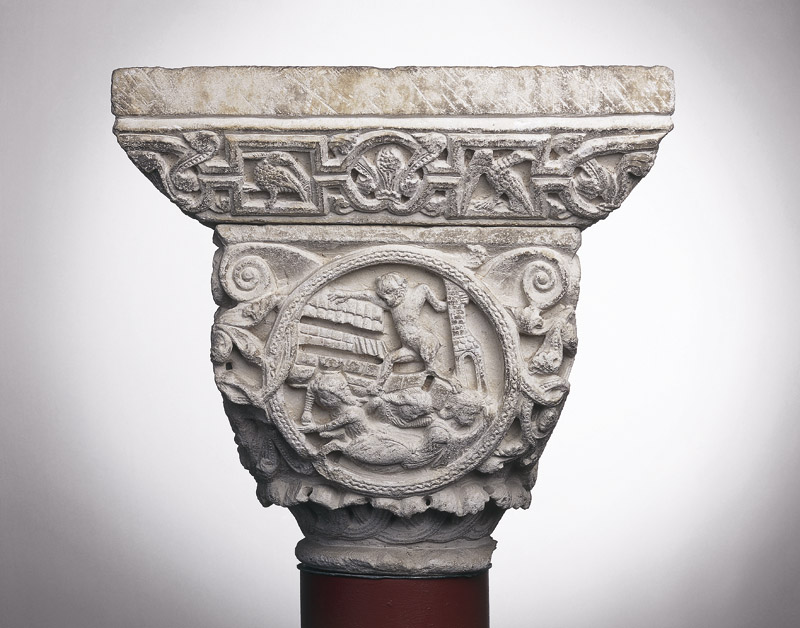
Scène de la mort des fils de Job.

L’un des petits côtés exploite le thème de la mort des fils de Job. L’artiste a fait figurer dans l’unique médaillon qui orne cette face, le diable sous l'aspect d’une espèce de crapaud, qui fait s’écrouler la maison sur les fils de Job. Aucune allusion n’est faite au vent violent du désert du texte, Satan est figuré en personne. Seuls trois fils de Job sont figurés (sur ses sept fils et trois filles en tout). Leur corps s’adaptent à la forme circulaire de la partie basse du médaillon dans laquelle ils sont groupés. Le centre du cercle est occupé par le démon encadré, à gauche par les lignes horizontales des toits et à droite par une tour verticale. On voit dans les chevelures et la précision des briques et tuiles des bâtiments, le souci du détail et la finesse dont a fait preuve le sculpteur.

### Face 2:La destruction des biens de Job

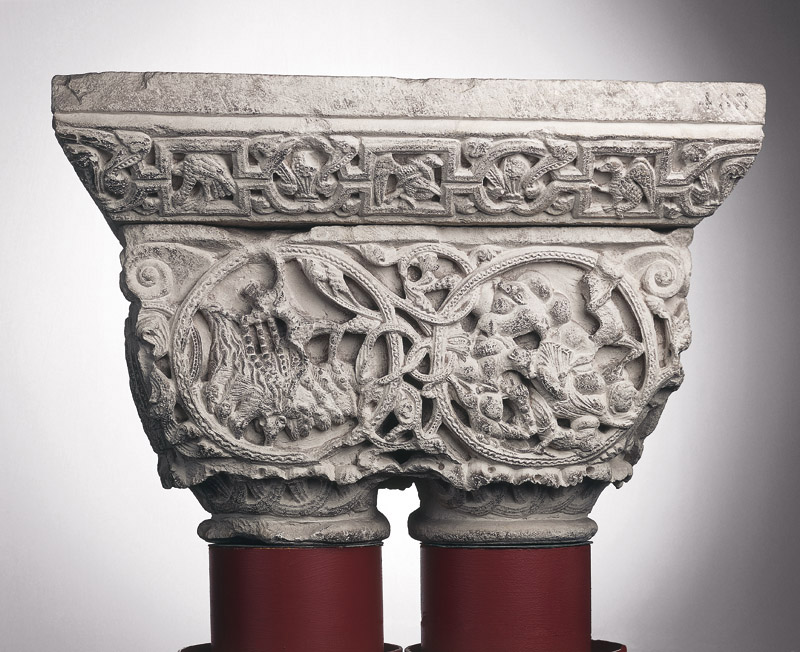
Scène de la destruction des biens de Job.

L’histoire se poursuit sur l’un des grands côtés du chapiteau avec le récit de la destruction des troupeaux du patriarche. Encore une fois, Job ne doit pas la perte de ses biens à des phénomènes naturels comme dans le texte sacré, ici, Satan est seul responsable de ses malheurs.
Les deux scènes successives illustrant la destruction des biens de Job sont disposées de façon symétrique par rapport à l’axe de la face. Dans le médaillon de gauche tout d'abord, Satan crache des flammes sur le troupeau dans une composition dynamique. Si la figure du diable est abîmée, on notera le détail soigné des pelages et une précision toujours aiguisée de l’artiste qui va jusqu’à différencier les brebis du bélier.
Dans le second médaillon, le diable, toujours sous la même forme, jette furieusement des pierres sur les bœufs et les bergers. On retrouve le même dynamisme et le même amoncellement de personnage dans la partie inférieure gauche du cercle que dans le médaillon précédent. Un faisceau de lignes obliques vient souligner l’impression d’écroulement.
On remarquera, dans les deux médaillons, la posture énergique du diable dans une position arquée un peu forcée par le cadre circulaire et avec un jeu des appuis qui donne l’impression de mouvement.

### Face 3:Job subissant la maladie
(juin 2013).

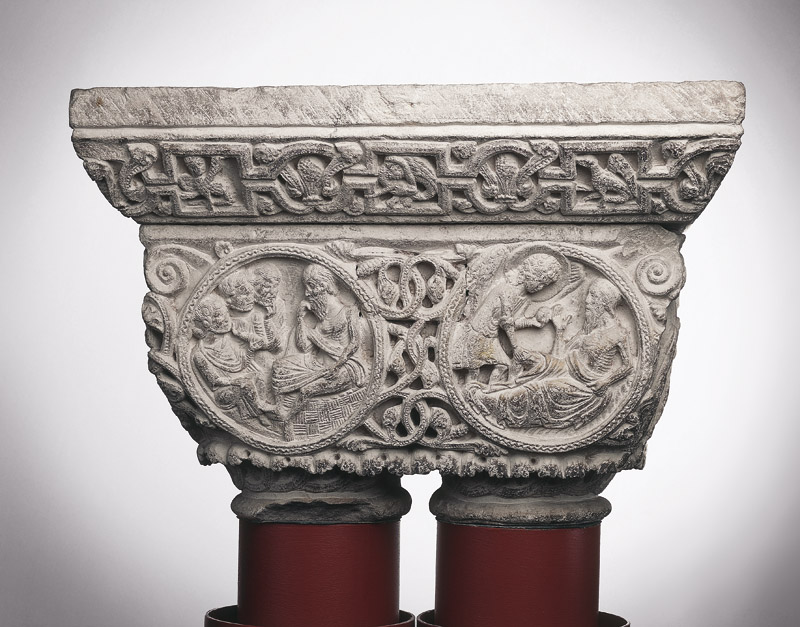
Scène de Job subissant la maladie.

Puis, pour la chronologie de l’histoire, il faut passer à la face opposée qui présente deux scènes où l’on voit Job subissant la maladie.
Cette face suit la même organisation de médaillons disposés symétriquement que celle que la précédente avec cependant une composition moins dynamique des scènes figurées. Job est représenté assis et allongé, face, d’une part à ses trois amis et d’autre part à un ange. À la violence des scènes de l'autre grande face illustrant la figure de Satan, s’oppose ainsi l'aspect beaucoup plus paisible de cette face, à l’image du caractère de Job qui accepte la souffrance avec résignation, patience et constance dans la foi.
Dans le premier médaillon, Job, malade et amaigri, subit les reproches de ses trois amis Éliphaz de Teman, Bildad de Schuach, et Tsophar de Naama. La superposition des figures suggère une certaine profondeur. Les gestes des différents personnages permet de les identifier en se référant au texte biblique. Éliphaz, le plus âgé parle avec modération, on peut le reconnaître dans la figure du fond. Bilbad, le sentencieux, se trouve au centre et Cophar, jeune et vivace est reconnaissable au premier plan. L’attitude de Job, la main sous le menton, traduit la souffrance et la fatigue dues à la maladie. Dans ce médaillon encore, la virtuosité de l’artiste miniaturiste est manifeste : les plis souples du vêtement de Job tendent au naturel et au souci de vérité, le modelé du corps est travaillé. Les expressions très fines des visages sont lisibles et bien rendues jusqu'aux plis sur le front de Job On remarque encore une fois ce goût pour le détail dans les barbes, les chevelures, et pour la natte sur laquelle Job est assis. Toutes ces attentions témoignent qu'une sensibilité nouvelle, proche du gothique, commence à pénétrer la sculpture toulousaine
Dans l’ancienne cathédrale de Pampelune, en Navarre, se trouve un chapiteau datant du milieu du XIIe siècle[réf. nécessaire] illustrant l’histoire de Job. On y retrouve figurée la même scène où Job reçoit ses amis qui lui reprochent sa passivité devant la souffrance. L’absence de médaillon laisse au sculpteur navarrais davantage d’espace, il peut ainsi figurer quatre visiteurs et la femme de Job, venue maudire Dieu. On remarquera la différence flagrante de traitement de la lèpre entre ces deux chapiteaux. Nous sommes, dans le chapiteau plus tardif de la Daurade, bien loin de la maladie répugnante représentée à Pampelune. À Toulouse, la maladie est uniquement suggérée par l’amaigrissement et la faiblesse manifeste de Job contrairement au chapiteau espagnol où le corps du patriarche est couvert de plaies traitées de manière conventionnelle.
Le second médaillon du chapiteau de la Daurade présente une scène qui n’apparaît pas dans le texte biblique. Le sculpteur a semble-t-il laissé libre cours à son interprétation du récit en représentant un ange venu soigner les douleurs de Job. Bien que les plis du drap et de la tunique du messager soient peut-être un peu moins naturels que dans la scène précédente, la figure de l’ange aux cheveux bouclés est certainement la plus harmonieuse du chapiteau. Henri Rachou alla jusqu'à dire[réf. nécessaire] que la figure jeune et radieuse du personnage annonce la grâce du Quattrocento.
Le chapiteau de Pampelune est plus fidèle au texte biblique, le Saint-Père en personne vient soigner les blessures de Job, l'ange figuré ne fait que contempler silencieusement. Sur ce chapiteau il n’y a pas de médaillons, les scènes s’enchaînent sans aucune séparation, quitte à dédoubler le personnage de Job. Stylistiquement, aucun rapprochement n’est possible entre le chapiteau navarrais et son pendant toulousain, davantage ornemental et baroquisant. L’atelier de Pampelune traite les tissus et l'anatomie de manière beaucoup plus archaïque et conventionnelle qu’à Toulouse.

### Face 4:Dénouement

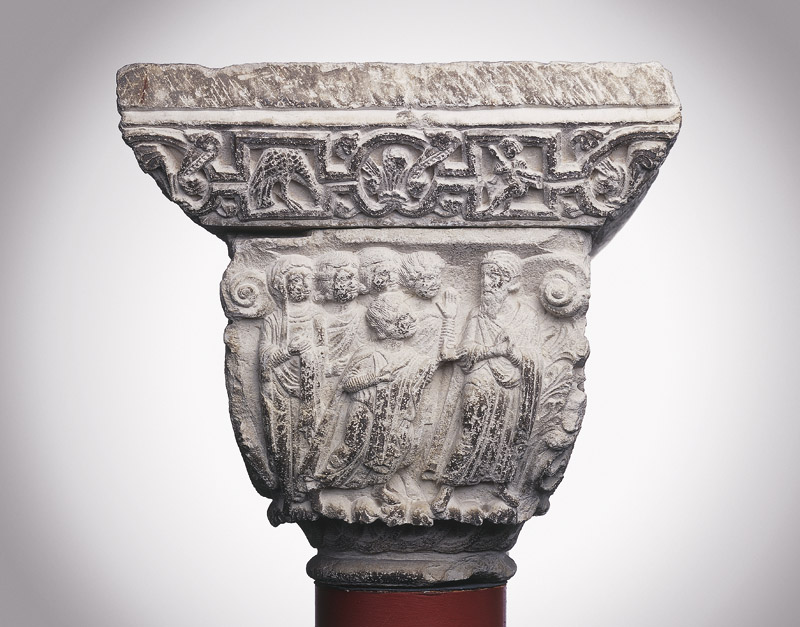
Scène du dénouement.

La dernière face pose encore des problèmes d’interprétation aux historiens. Alexandre du Mège y reconnaissait[réf. nécessaire] Job recevant les honneurs et les hommages de la foule, comme une conclusion du récit développé sur les autres faces. Cette thèse semble être soutenue par Henri Rachou[réf. nécessaire]. Mais d’autres historiens y voyaient encore une fois Éliphaz, Bildad, et Tsophar, ou encore la femme et les enfants de Job accueillant leur père avec joie[réf. nécessaire]. Enfin pour Émile Mâle, il s’agit de la figuration de ce texte : « les frères et les sœurs et anciens amis de Job vinrent tous le visiter. Ils le consolèrent de tous les malheurs que l’Éternel avait fait venir sur lui »[réf. incomplète].
Exceptionnellement, la composition diffère des autres faces : la scène n’est pas enfermée dans l’espace circulaire d’un médaillon. Elle obéit à un schéma beaucoup plus simple, le thème occupant tout le registre supérieur de la corbeille. Les personnages de ce fait bien plus grands que sur les autres faces, marchent directement sur le feuillage stylisé de la partie basse. La composition se divise en deux masses : l’une formée par la seule personne de Job, l’autre par le groupe venant le visiter.

## Choix du sujet
Le thème de l’histoire de Job est assez peu traité dans la sculpture romane et devient plus courante pendant la période gothique, presque contemporaine de ce dernier atelier de la Daurade. Ici, le choix des épisodes significatifs de l’histoire de Job ainsi que la composition du chapiteau opposant, comme on l’a vu, une face montrant l’acharnement de Satan et une autre illustrant la patience et la foi de Job, ont une visée didactique. Ils mettent l’accent sur le message moral opposant le bien au mal.
L’introduction de ce thème dans le cloître prend tout son sens quand on considère le programme iconographique dans son ensemble. En effet, les dix-neuf chapiteaux réalisés par le second atelier, et aujourd’hui conservés au musée des Augustins, forment le cycle de la Passion. Or, les épreuves de Job, présenté comme un juste persécuté qui accepte la souffrance avec foi, préfigurent en quelque sorte la Passion du Christ. Ce chapiteau pouvait donc parfaitement s'intégrer au thème du cloître.

## Comparaison
Le chapiteau de l'histoire de Job est souvent associé à un autre chapiteau provenant du cloître de la Daurade, également conservé au musée des Augustins, représentant une chasse à l'ours. Ils présentent les mêmes dimensions, le même épannelage et leurs styles sont assez semblables. Ces rapprochements laissent supposer qu'ils furent réalisés par un même sculpteur, mais aucune preuve ne permet de l'affirmer avec certitude.

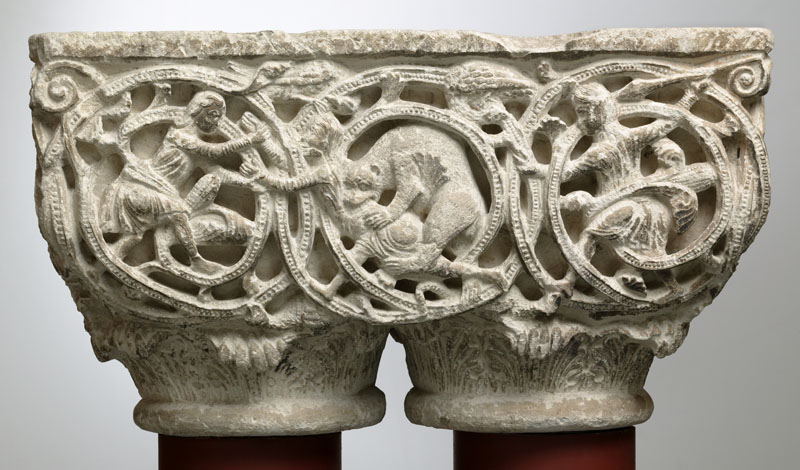
Chapiteau de la chasse à l'ours provenant du cloître de la Daurade.

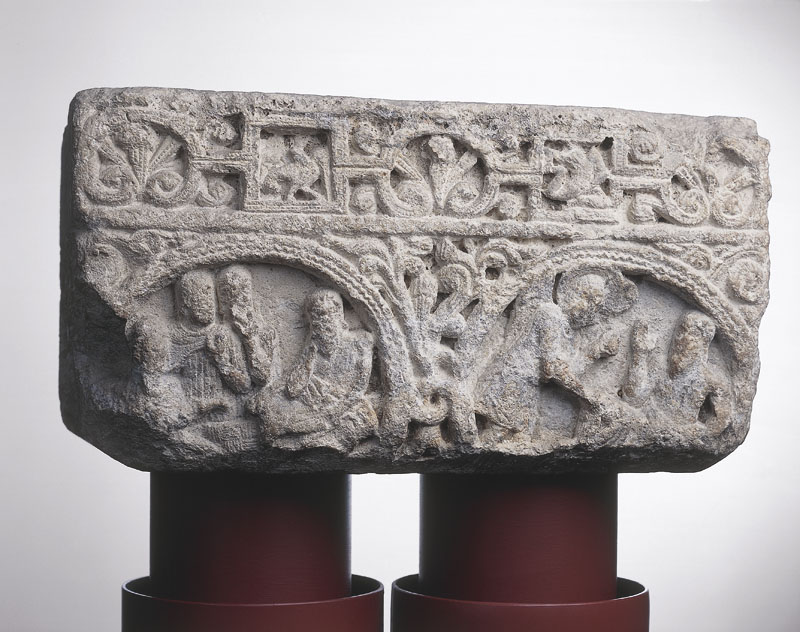
Chapiteau provenant de la cathédrale Saint-Étienne, scène de Job subissant la maladie.

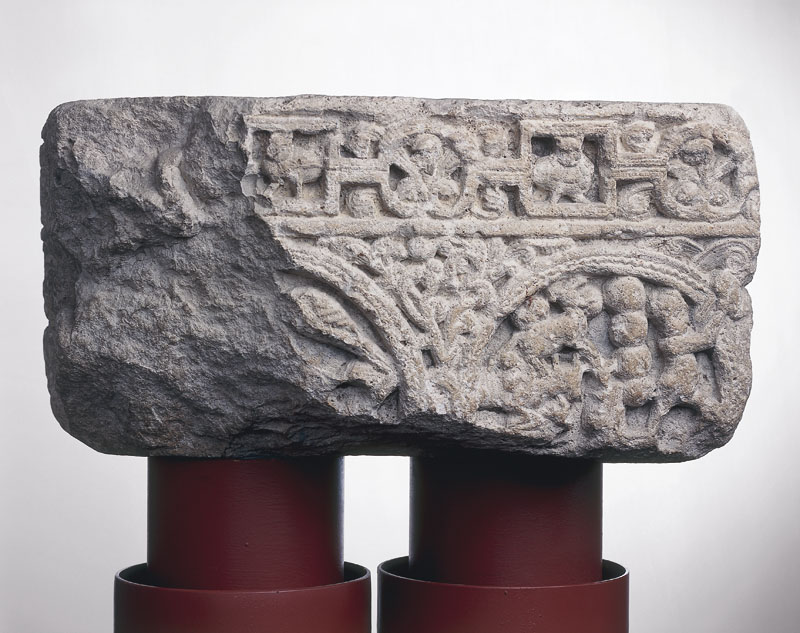
Chapiteau provenant de la cathédrale Saint-Étienne, scène de la destruction des biens.

On trouve également au musée des Augustins, une copie assez maladroite du chapiteau de l'histoire de Job, provenant, semble-t-il, du cloître de la cathédrale Saint-Étienne de Toulouse. Ce chapiteau, assez endommagé, a un épannelage légèrement différent de celui du cloître de la Daurade. Il prend la forme d'un pavé droit et le tailloir fait partie du même bloc que la corbeille. Si le sculpteur a reproduit la composition en médaillon du chapiteau de la Daurade, il n'est pas parvenu à la finesse de son auteur.